# Neopaniasis aleopetra
Neopaniasis aleopetra är en fjärilsart som beskrevs av Druce 1890. Neopaniasis aleopetra ingår i släktet Neopaniasis och familjen mätare. Inga underarter finns listade i Catalogue of Life.